# Урочище Филькино
Урочище «Филькино» ― особо охраняемая природная территория областного значения в Белокалитвенском районе Ростовской области.

## Описание
Урочище расположено в 5 км северо-западнее села Литвиновка в верховьях балки Филькино. Занимает 24—27 кварталы Белокалитвинского участкового лесничества. Площадь охраняемого ландшафта ― 371 гектар.
Урочище «Филькино» является типичным образцом природных лесов южного района Доно-Донецкой впадины. Здесь можно проследить влияние рельефа, геоморфологического положения на состав лесной флоры.

### Флора и фауна
Урочище является резерватом многих видов, занесённых в Красную книгу Ростовской области, в том числе растений: пролеска сибирская, тюльпан Биберштейна, хохлатка плотная, ветреница лютиковидная и других.
Из представителей фауны в урочище встречаются канюк обыкновенный, кобчик, пустельга, филин, ушастая сова, большой пестрый дятел, синицы, соловей, ужи, желтобрюхий полоз и многие другие виды. Редкие насекомые: дыбка степная, поликсена, жук-олень и сколия-гигант.